# Trekkies

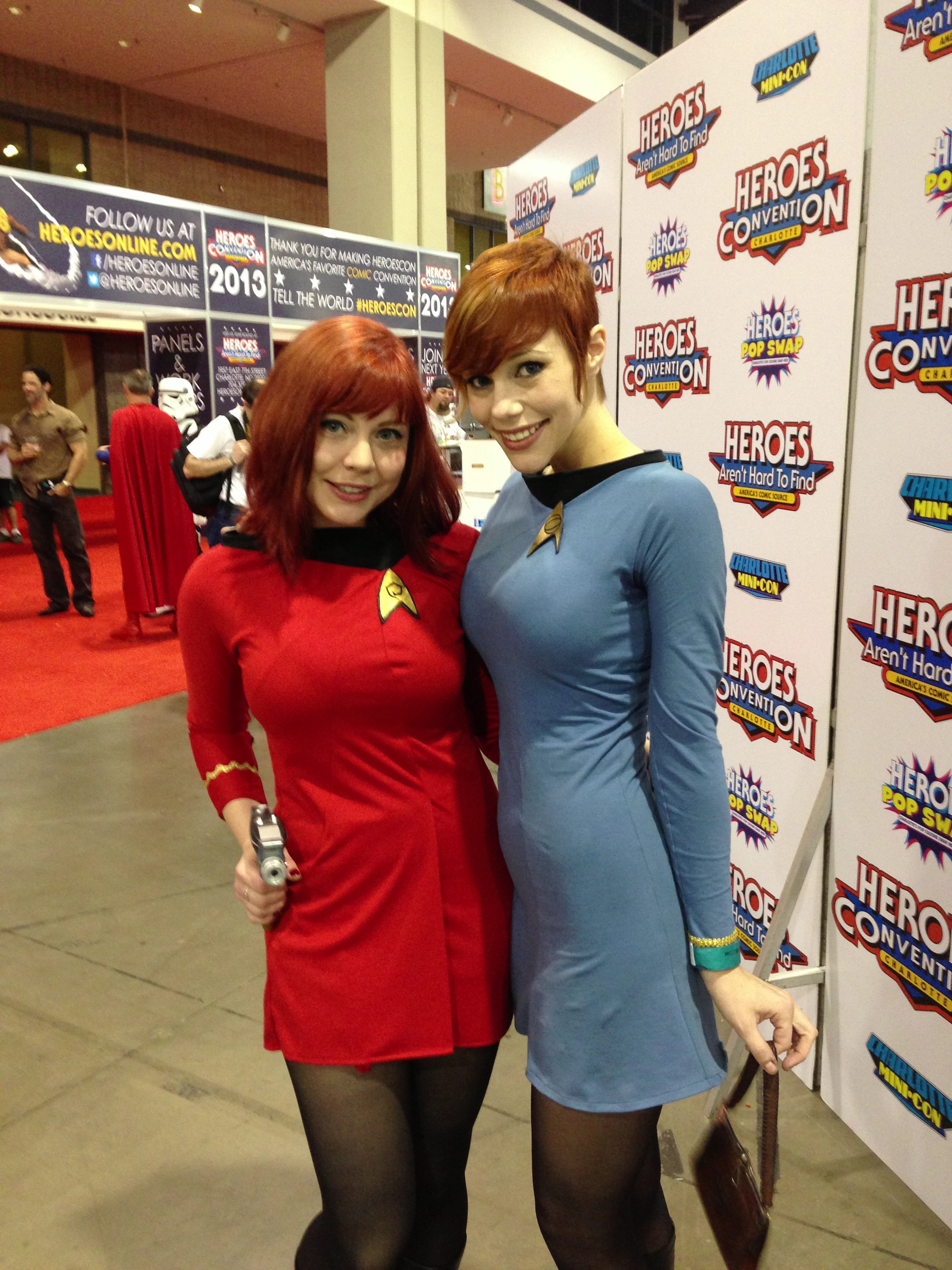
Setkání trekkies roce 2003

Trekkies je označení komunity fanoušků sci-fi světa Star Trek. Tato skupina příznivců původně jen televizního seriálu v USA vznikla po roce 1968 z popudu autora Gene Rodenberryho, způsobila návrat seriálu na TV obrazovky, byla popudem vytváření desítek klubů. Později vznikaly kluby trekkies i mimo USA, mj. v České republice.

## Vznik hnutí fanoušků
V letech 1966 – 1968 byl na obrazovkách televizorů v USA vysílán první z TV seriálů Star Trek: The Original Series. Nebyl v konkurenci ostatních příliš sledovaný a proto se společnosti Paramount Pictures s NBC rozhodly vysílání seriálu ukončit. S tímto rozhodnutím se autor seriálu Gene Roddenberry nesmířil, navrhl v seriálu četné změny, vytvořil návrh scénáře samostatného pilotního filmu, ale když ani to společnosti nepřimělo změnit svůj záměr, obrátil se na veřejnost. Začal jezdit na setkání (cony) příznivců SF (fandom) po USA, při každé příležitosti vedl přednášky a stále burcoval příznivce a jejich SF kluby k projevům podpory Star Treku. Výsledkem bylo 75 000 dopisů pro Paramount. Společnost seriál přesunula do nočních hodin, aby se počet (hlavně dětských) diváků ještě více snížil a nevydělávající seriál mohli konečně stáhnout.. Sílící hnutí fanoušků Star Treku – trekkies však dosáhlo svého. Seriál v nové podobě (Nová generace) se vrátil na obrazovky, vznikaly celovečerní filmy, knižní série a díky Star Treku se žánr SF stal přitažlivým nejen pro trekkies, ale i spisovatele, vydavatele, filmové producenty. Příznivci-muži se nazývají Trekker, fanynky Trekkie

## České kluby a jejich akce

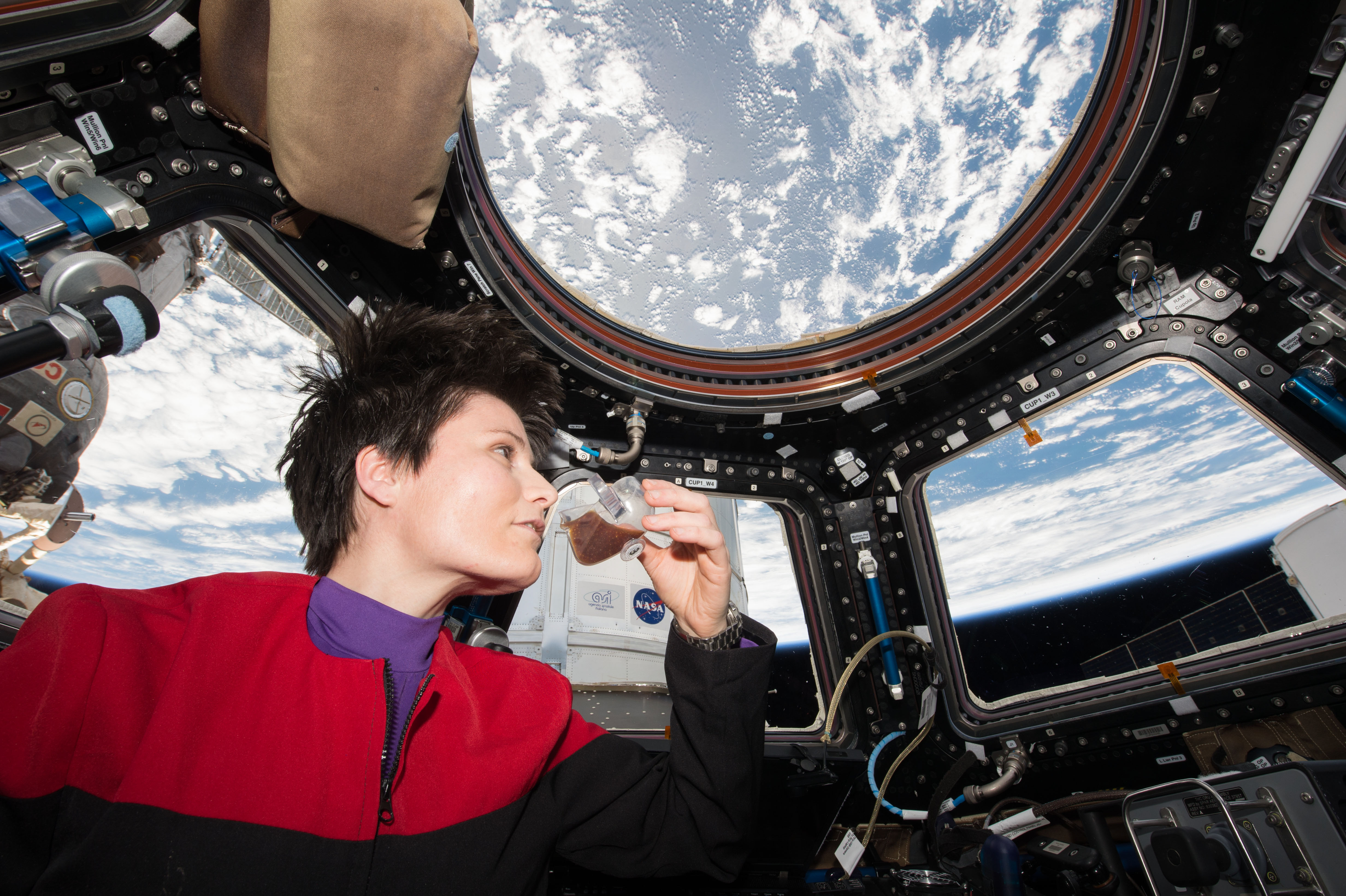
ISS-43 Samantha Cristoforettiová pije kávu v kopuli při nošení její Star Trek uniformy.

Kluby trekkies pořádají svá setkání a zábavné akce.
V České republice jsou nejznámější akce Trekfest a CzechTrek. Jejich příznivci již dříve ovlivňovali i všeobecně pojaté Parcony, kde měli své diskusní panely. Kluby mají své časopisy, weby, akce jen pro své členy, nebo i pro celý fandom a veřejnost.

### Nejznámější kluby
- CZ Kontinuum Star Trek fan klub, založen roku 1995[2].
- Subspace Star Trek fanklub, založen roku 1995.